# Habitatge a la rambla Just Oliveras, 25 (l'Hospitalet de Llobregat)
L'habitatge a la rambla Just Oliveras, 25 és un edifici protegit com a bé cultural d'interès local a l'Hospitalet de Llobregat (Barcelonès).

## Descripció
És un edifici d'habitatges entre mitgeres, de planta baixa i dos pisos. El material emprat per cobrir la façana és maó vist i pedra. Totes les obertures presenten una forma d'arc deprimit còncau.
La decoració es troba localitzada a les baranes dels balcons, de forma helicoidal de ferro forjat, utilitzant les flors com a element decoratiu; també a la tarja de ventall i a la reixa de la porta, totes dues amb motius florals. També estan decorats els llistons de fusta de la part superior de les persianes i les faixes de pedra.
La barana del terrat està formada per una balustrada de pedra, dividida en dos cossos per pilastres i culminat per gerros.